# Nephew
Nephew var et dansk rockorkester fra Århus. Gruppen blev dannet i efteråret 1996 af Simon Kvamm, Kristian Riis, Jonas Juul Jeppesen og Søren Arnholt. Gruppen har solgt mere end 400.000 albums. Gruppen fik sit gennembrud med albummet USADSB (2004). Siden har gruppen optrådt to gange på Orange Scene

## Historie
Bandet deltog i 1997 i DM i Rock, men opnåede ikke at vinde konkurrencen. Senere erstattedes Jonas Juul Jeppesen af Kasper Toustrup, inden gruppen debuterede med albummet Swimming Time i 2000, men albummet var ikke den store salgssucces. D. 14. februar 2005 blev albummet genudgivet på Copenhagen Records. Grunden til dette var at Nephew havde haft problemer med rettighederne til deres gamle pladeselskab Martian Records.
I 2004 fik bandet sit helt store gennembrud med albummet USADSB med hitsange som "Movie Klip", "En Wannabe Darth Vader", "Superliga", "Ordenspoliti", "Worst/Best Case Scenario" og "USA DSB". Albummet Interkom Kom Ind udkom d. 6. oktober 2006 og blev varmt modtaget hos både anmeldere og lyttere. Pladen lå på hit-listens førsteplads flere uger i træk, og vandt adskillige priser.
Efter bandets optræden på Roskilde Festival 2007 blev livealbummet 07.07.07 udgivet sammen med en koncertoptagelse på dvd.
I 2009 udkom albummet DanmarkDenmark.
Albummet fik nok engang Nephew på Roskilde Festivalens Orange Scene. 
Enkelte sange fra koncerten blev optaget af DR K. 
Nephew er bl.a. kendt for at mixe deres tekster, med både dansk og engelsk. Nephew er inspireret af Depeche Mode.
I februar 2010 blev det offentliggjort at Nephew skulle stå for VM-sangen til VM i Fodbold i Sydafrika 2010, sangens titel er "The Danish Way To Rock". Trods den engelske titel er sangen på dansk. 
To af bandets medlemmer, René Munk Thalund og Kristian Riis, medvirker på et nummer ("Hey! You!") på den engelske sangerinde Kim Wildes album Come out and play som udkom i august 2010. Nummeret er produceret af Carsten Heller som også har mixet og produceret for Nephew.
Den 18. juli 2013 offentliggjorde Nephew sangen "Statusopdaterer at jeg statusopdaterer" featuring Johnson på YouTube, med en dertilhørende video optaget i øvelokalet. Sangen handler om den massive brug af sociale medier i samfundet. Sangen blev senere udgivet på deres boxset "1-2-3-4-5".
I 2014 valgte gruppen at gå på pause i ubestemt tid.
I 2018 blev Nephew gendannet efter fire års pause og denne gang med et nyt medlem til gruppen, Marie Højlund. Senere samme år udgav gruppen deres sjette og sidste studiealbum Ring—i—Ring.
I 2019 meldte gruppen, at de var gået i opløsning, men var åbne overfor en eventuel genforening i fremtiden.

## Samarbejde med Timbaland
I 2006 tog Timbaland kontakt til bandet, idet han ville have dem til at medvirke på sit nye album sammen med kunstnere som Justin Timberlake, Elton John og Nelly Furtado. 
Projektet mislykkedes i første omgang, men Timbaland ønskede stadig at arbejde sammen med Nephew. Da Nephew senere på året remixede Timbalands single "The Way I Are", blev Timbaland begejstret og mixet blev inkluderet på hans internationale single. Nephews version af sangen vandt stor popularitet i Danmark[kilde mangler] og er også at finde på deluxe-udgaven af Timbalands Shock Value.
Nephew har beholdt de oprindelige vokaler, men har indspillet et nyt musikspor til den. Desuden synger Simon Kvamm spredt over sangen, bl.a. med brudstykker fra Nephews tidligere hits "Igen & Igen &" og "Mexico Ligger i Spanien".

## Remix af Polarkreis 18
I sommeren 2008 lavede Nephew et remix for den tyske gruppe Polarkreis 18. Sangen var "Allein Allein", den første single fra Polarkreis 18's 2008-album The Colour Of Snow. Ligesom ved Timbaland-samarbejdet har Nephew genindspillet store dele af nummeret og lagt brudstykker af egne sange ind, her "Science Fiction Og Familien" – hvilket reflekteres i remixets ændrede titel, "Allein Alene". Nephews version blev i august 2008 brugt af den danske DJ Kjeld Tolstrup til radioprogrammet De Sorte Spejdere. Efter den officielle udgivelse lå remixet som nummer 1 på iTunes Danmarks top songs-hitliste i flere uger.[kilde mangler]
Første gang Nephew spillede "Allein Alene" til en koncert var d. 4. oktober 2008 på spillestedet Vega i København. Polarkreis 18 og Nephew spillede til fordel for Kræftens Bekæmpelse. I slutningen af Nephews koncert kom medlemmer af Polarkreis 18 på scenen og spillede remixet sammen med Nephew.[kilde mangler]

## Medlemmer

### Tidligere
- Jonas Juul Jeppesen (1996–1998)
- Simon Kvamm (1996–2014; 2018–2019)
- Kristian Riis (1996–2014; 2018–2019)
- Søren Arnholt (1996–2014; 2018–2019)
- Kasper Toustrup (1998–2014; 2018–2019)
- René Thalund (2005–2014; 2018–2019)
- Marie Højlund (2018–2019)

## Diskografi

### Studiealbums
- Swimming Time (2000)
- USADSB (2004)
- Interkom Kom Ind (2006)
- DanmarkDenmark (2009)
- Hjertestarter (2012)
- Ring—i—Ring (2018)

### EP’er
- Tunes (1998)
- Things to Do (1998)
- Downtown Europe (1999)
- Vinter—i—Ring (2018)
- Forår—i—Ring (2018)
- Sommer—i—Ring (2018)
- Efterår—i—Ring  (2018)

### Opsamlinger
- Igen & Igen & (2013)
- 1-2-3-4-5 (2013)

## Priser

### Danske priser
Boogie prisen
| År   | Modtager/nomineret arbejde | Pris      | Resultat |
| ---- | -------------------------- | --------- | -------- |
| 2008 | "Hospital" Feat. L.O.C     | Årets Hit | Vundet   |

Danish Music Awards
| År   | Modtager/nomineret arbejde                                           | Pris                        | Resultat  |
| ---- | -------------------------------------------------------------------- | --------------------------- | --------- |
| 2005 | USADSB                                                               | Årets Danske Album          | Vundet    |
| 2005 | Nephew                                                               | Årets Danske Gruppe         | Vundet    |
| 2005 | "Movie Klip"                                                         | Årets Danske Hit            | Vundet    |
| 2005 | USADSB                                                               | Årets Danske Rock Udgivelse | Vundet    |
| 2005 | "Superliga"                                                          | Årets Danske Musikvideo     | Vundet    |
| 2007 | Interkom kom ind                                                     | Årets Danske Album          | Vundet    |
| 2007 | Nephew                                                               | Årets Danske Gruppe         | Vundet    |
| 2007 | Simon Kvamm                                                          | Årets Danske Sanger         | Vundet    |
| 2007 | "Igen & Igen &"                                                      | Årets Danske Hit            | Vundet    |
| 2007 | Interkom kom ind                                                     | Årets Danske Rock Udgivelse | Vundet    |
| 2008 | Timbaland vs. Nephew featuring Keri Hilson & D.O.E - "The Way I Are" | Årets Udenlandske Hit       | Vundet    |
| 2010 | DanmarkDenmark                                                       | Årets Danske Album          | Nomineret |
| 2010 | Nephew                                                               | Årets Danske Gruppe         | Nomineret |
| 2014 | Musikstarter                                                         | Årets Ide                   | Vundet    |

GAFFA-prisen
| År   | Modtager/nomineret arbejde | Pris                        | Resultat |
| ---- | -------------------------- | --------------------------- | -------- |
| 2004 | Nephew                     | Årets Danske Band           | Vundet   |
| 2004 | USADSB                     | Årets Danske Album          | Vundet   |
| 2004 | Simon Kvamm                | Årets Danske Sanger         | Vundet   |
| 2004 | Nephew                     | Årets Nye Danske Navn       | Vundet   |
| 2004 | "Superliga"                | Årets Danske Hit            | Vundet   |
| 2004 | Nephew                     | Årets Danske Livenavn       | Vundet   |
| 2006 | "Igen & Igen &"            | Årets Bedste Danske single  | Vundet   |
| 2007 | 07.07.07                   | Årets Danske Musik-dvd      | Vundet   |
| 2010 | DanmarkDenmark             | Årets Bedste Danske Album   | Vundet   |
| 2010 | "007 Is Also Gonna Die     | Årets Danske Hit            | Vundet   |
| 2010 | Nephew                     | Årets Danske Band           | Vundet   |
| 2012 | Nephew                     | Årets Danske Band           | Vundet   |
| 2012 | Hjertestarter              | Årets Danske Rock-Udgivelse | Vundet   |

Nordic Music Awards
| År   | Modtager/nomineret arbejde | Pris                    | Resultat |
| ---- | -------------------------- | ----------------------- | -------- |
| 2004 | Nephew                     | Årets Nye Danske Artist | Vundet   |

P3 Guld
| År   | Modtager/nomineret arbejde        | Pris             | Resultat  |
| ---- | --------------------------------- | ---------------- | --------- |
| 2004 | "Movie Klip"                      | P3 Lytterhit     | Vundet    |
| 2004 | Nephew                            | P3 Gennembruddet | Vundet    |
| 2006 | Nephew                            | P3 Kunstneren    | Nomineret |
| 2006 | "Igen & Igen &"                   | P3 Lytterhit     | Vundet    |
| 2007 | Nephew                            | P3 Kunstneren    | Vundet    |
| 2007 | "The Way I Are" (feat. Timbaland) | P3 Lytterhit     | Nomineret |
| 2009 | Nephew for DanmarkDenmark Tour    | P3 Live Prisen   | Vundet    |
| 2010 | "Police Bells & Church Sirens"    | P3 Lytterhit     | Nomineret |

Zulu Awards
| År   | Modtager/nomineret arbejde | Pris               | Resultat |
| ---- | -------------------------- | ------------------ | -------- |
| 2010 | DanmarkDenmark             | Årets Danske Album | Vundet   |

Årets Steppeulv
| År     | Modtager/nomineret arbejde | Pris   | Resultat |
| ------ | -------------------------- | ------ | -------- |
| Nephew | Årets Livenavn             | Vundet |          |
| Nephew | Årets Orkester             | Vundet |          |

Øvrige danske priser
- For USADSB
  - Payload-prisen, for at have brugt Internettet til at afprøve nye muligheder for at udgive musik.
  - Årets Mest Downloadede album i Danmark.
  - Monkey Business kårer Personal Movie Klip som Årets Bedste Bastard Mix 2004. Mixet som er lavet af René Munk Thalund blander Depeche Modes "Personal Jesus" med "Movie Klip"
- For Interkom Kom Ind
  - Euroman kårer Interkom Kom Ind som Årets Bedste Danske Album
  - TJECK kårer Interkom Kom Ind som Årets Bedste Danske Album

### Udenlandske priser
Planet Awards 2007:
- Årets Udenlandske kunstner

MTV Europe Music Awards 2007:
- Best Danish Act